# 라죽역
라죽역(羅竹驛)은 조선민주주의인민공화국 량강도 김형직군 라죽리에 위치한 북부내륙선의 철도역이다.

## 연혁
- 1988년 8월 3일 : 자성 - 후주청년 구간 개통과 함께 영업 개시[1][2]